# Kostel Narození Panny Marie (Kostníky)
Kostel Narození Panny Marie se nachází na lípami porostlém návrší v Hájku na jižním okraji obce Kostníky, je filiálním kostelem římskokatolické farnosti Kdousov. Kostel je raně barokní jednolodní stavbou s přilehlým hřbitovem a se souborem náhrobků francouzské rodiny Séur-Cabanac. Kostel je chráněn jako kulturní památka České republiky.
Rodu Segur - Cabanac patřil zámeček v Polici. Po první světové válce rod přesídlil do Rakouska. Pramen genmjr. Segur - Cabanac osobně (viz fota webových stránek obce Kostníky) ze mše v kapli za široké účasti příslušníků rodu.

## Historie
Kostel byl postaven na přelomu 17. a 18. století, pravděpodobně v roce 1696. Stalo se tak oproti přání olomoucké kapitule, jež chtěla postavit kostel v Kdousově; pánové z Police Berchtoldové tak nedostali povolení ke stavbě kostela v Polici, a proto postavili menší kostel, resp. kapli v Kostníkách. Kostníky v té době byly až do roku 1849 součástí polického panství. Empírové náhrobky a kaple pak byly ke kostelu přistavěny v 19. století. Ke kostelu přiléhá hřbitov s celkem 240 lipami, které od roku 2011 procházejí postupnou regenerací. Kostel slouží jako poutní místo.

## Poutní místo
Poutní mše svatá se zde slaví od dob vysvěcení kostela u příležitosti svátku Narození Panny Marie, a to pravidelně první neděli v září.